# Флотація олов'яних руд

Флотація олов'яних руд

## Сировинна база
Руди олов'яних родовищ поділяють на розсипні та корінні.
Олововмісні мінерали представлені оксидами, силікатами, сульфідами, сульфостанатами, боратами, тантало-ніобатами і самородними сплавами, але деякі мінерали зустрічаються в рудних родовищах рідко і практичного значення не мають.
Основний олов'яний мінерал — каситерит SnO2 (78,8 % Sn). У природному каситериті може міститися до 5—6 % заліза, до 9 % оксидів танталу і ніобію, до десятих, сотих і тисячних відсотка титану, марганцю, індію, свинцю, кремнію, алюмінію, магнію, бору, ванадію, хрому, нікелю, кобальту, міді, цинку, арсену, стибію, стронцію, калію, молібдену, бісмуту, кадмію, гафнію і навіть платини. Вміст і характер домішок у каситериті залежить від складу супутніх мінералів. Домішки змінюють фізико-хімічні властивості каситериту, параметри його кристалічної ґратки, адсорбційні й флотаційні властивості.
Найбільш розповсюджений після каситериту мінерал — станін, але використовується він мало, оскільки вміст олова в ньому становить 27—28 %.
Серед оловорудних родовищ виділяють корінні та розсипні.
Корінні оловорудні родовища поділяються на пегматитові, кварцово-каситеритові, сульфідно-каситеритові та перехідні від кварцово-каситеритових до сульфідно-каситеритових.
Розсипні родовища олова мають велике значення в олововидобувній промисловості, оскільки їх руди легко збагачуються. Важлива роль розсипів у видобутку олова пояснюється їх легким освоєнням порівняно з корінними родовищами. Простота розвідки й підготовки промислових запасів, легкість відпрацьовування олововмісних пісків, простота і невелика вартість їх збагачення дають можливість рентабельно вилучати каситерит у високосортні концентрати, навіть з розсипів із низьким вмістом олова. Для розсипів вміст олова 0,015—0,02 % є достатнім для експлуатаційних робіт. Розсипи збагачуються гравітаційними процесами легше, ніж руди корінних родовищ, крім того, вони не потребують дорогих процесів дроблення і подрібнення. Доводка чорнових концентратів здійснюється на центральних доводочних фабриках магнітним, електричним та іншими методами.
Пегматитові родовища мають нерівномірне зруденіння і гніздовий розподіл олова (розмір гнізд 3—4 мм). Вміст олова в гніздах високий, але в рудному тілі не більше 0,1—0,3 %. З корінних руд комплексно вилучають олово, цезій, рубідій, тантал, ніобій. Руди легко збагачуються гравітаційними процесами і вважаються промисловими при вмісті олова 0,1 %.
Кварцово-каситеритові родовища посідають важливе місце у загальному видобутку олова і слугують джерелом утворення розсипів. Крім кварцу і каситериту, у них присутні турмалін, слюди, польові шпати, вольфраміт або шеєліт, меншою мірою арсенопірит, пірит, іноді флюорит, топаз, берил. Каситерит вкраплений головним чином у кварцову масу у вигляді кристалів дрібних, середніх і крупних розмірів. У великій кількості в руді зустрічаються зерна каситериту тонкого та емульсійного вкраплення (від 0,1 до 0,01 мм і менше). Більш повне і комплексне вилучення олова та інших цінних компонентів з руд цього типу можливе тільки з використанням комбінованих методів збагачення, які включають флотацію, хіміко-металургійні й мікробіологічні процеси.
Родовища сульфідно-каситеритового типу також мають велике значення у видобутку олова з корінних руд. Каситерит у рудах асоціює з сульфідами або піротином, піритом і частково з халькопіритом, сфалеритом, станіном, або з галенітом і сфалеритом, або з іншими сульфідами. Загальний вміст сульфідів у руді може досягати 70—90 %. З нерудних мінералів тут присутні кварц, турмалін, залізисті хлорити, сульфостанати і карбонати. Основна ознака кварцово-каситеритових родовищ — високий вміст заліза і складність мінерального складу. Руди характеризуються тонким вкрапленням каситериту, розмір зерен якого становить 0,001 мм і менше. Руди сульфідно-каситеритового типу — важкозбагачувані. Важка збагачуваність обумовлена високим вмістом сульфідів заліза, свинцю, цинку та інших важких металів, густина яких близька до густини каситериту, що утруднює їхнє розділення гравітаційними процесами.
Родовища перехідного типу представлені вкрапленими рудами каситерито-сульфідно-силікатної формації. Руди цього типу — вкраплені. Основні рудні мінерали — каситерит, сульфіди заліза, міді й свинцю, нерудні — кварц, хлорит, турмалін, флюорит. Вміст каситериту в рудах становить 0,3—1 %.
Основні промислові мінерали в олов'яних рудах — каситерит і станін. Станін зустрічається в сульфідних рудах, але має другорядне значення.
Каситерит як головний промисловий мінерал характеризується високою густиною — 7000 кг/м3, яка визначає застосування гравітаційних процесів при збагаченні олов'яних руд. Каситерит немагнітний, за винятком чорних різновидів, багатих залізом.
Природний каситерит містить різні домішки або у вигляді тонкого вкраплення супутніх мінералів, або у вигляді катіонів, які ізоморфно включені в кристалічну ґратку. Це зокрема елементи з близьким йонним радіусом: кадмій, індій, залізо, літій, ніобій, стибій, тантал, титан, вольфрам, цирконій.
Вміст і характер домішок у каситериті залежать від складу супутніх мінералів. Домішки змінюють фізико-хімічні властивості каситериту, параметри його кристалічної ґратки, адсорбційні й флотаційні властивості.
Флотацію шламів гравітаційного збагачення здійснюють жирно-кислотними збирачами в кислому середовищі, яке створюється сірчаною кислотою.
Станін — найбільш розповсюджений після каситериту мінерал олова. Він є джерелом утворення вторинного каситериту. В асоціації зі станіном майже завжди зустрічається каситерит, а також халькопірит, сфалерит, піротин, вольфраміт, бісмут, арсенопірит, блякла руда. Використовується станін мало, тому що вміст олова у ньому невисокий (27—29 %), крім того, наявність сульфідів міді й заліза ускладнює металургійну переробку концентратів, а близькість флотаційних властивостей станіну до інших сульфідів утруднює їхнє розділення при флотації.
Руди, що містять франкеїт і гідрокаситерит, мають складний речовинний склад. Родовища цих руд містять 2—4 % олова, 0,1 % германію, 0,2 % бісмуту, а також цинк, свинець, індій, кадмій та інші елементи. Переробка цих руд можлива тільки комбінованими методами.
Олов'яні корінні руди характеризуються складним речовинним складом і тонким вкрапленням каситериту, у результаті чого вони важко збагачуються. Розмір зерен каситериту в рудах і можливе вилучення його у концентрат можуть умовно характеризувати ступінь збагачуваності руди.

## Технологія флотації олов'яних руд
З погляду технології, для збагачення найбільш складними є корінні сульфідно-каситеритові руди. Розмір вкраплення зерен каситериту в них становить 0,5—0,01 мм і дрібніше. Крім олова, у рудах містяться мідь, свинець, цинк, бісмут, вольфрам та інші цінні метали. Основна маса сульфідів, вміст яких коливається від 5 до 70 %, представлена піритом і піротином. Вміст олова в сульфідно-каситеритових рудах становить 0,08—0,5 %, причому від 3 до 70 % може бути у вигляді станіну. Також наявність у рудах значної кількості арсену ускладнює одержання кондиційних за вмістом арсену сульфідних і олов'яних концентратів.
Відповідно до речовинного складу, властивостей цінних і породних мінералів, а також застосованого для збагачення руд процесу корінні олов'яні руди можна класифікувати за трьома групами: руди, які збагачуються гравітаційними процесами; руди, які збагачуються флотаційними процесами; руди, які збагачуються за комбінованими гравітаційно-флотаційними схемами.
Звичайно корінні олов'яні руди збагачуються за складними багатостадійними схемами з використанням не тільки різних гравітаційних апаратів, але й магнітних сепараторів, флотаційних машин. У технологічних схемах збагачення корінних олов'яних руд розрізняють основний, промпродуктовий, хвостовий, шламовий і доводочний цикли.
При розробці технологічної схеми збагачення корінних олов'яних руд слід мати на увазі, що каситерит — крихкий матеріал, і тому при підготовці руди до збагачення має бути вирішена задача не тільки максимального розкриття зерен каситериту, але й мінімального його ошламлювання. На практиці втрати олова з шламами досягають 15—20 % загальних втрат олова для легкозбагачуваних руд і до 80 % для важкозбагачуваних руд.
Дроблення корінних олов'яних руд здійснюється у три стадії до крупності 40 мм (при збагаченні у важких суспензіях) або до 20—25 мм. Для подрібнення олов'яних руд віддають перевагу застосуванню стержневих млинів, які порівняно з кульовими млинами видають більш рівномірний і крупний продукт та не переподрібнюють його. Стержневі млини працюють у замкненому циклі з вібраційними грохотами.
Гравітаційні схеми збагачення цих руд будуються таким чином, щоб розкриті в процесі подрібнення зерна каситериту виводилися відразу ж з процесу в кондиційні або грубі концентрати. Легку фракцію гравітаційного збагачення спрямовують у відвал.
Шлами гравітаційного збагачення крупністю –0,074 мм є основним джерелом втрат олова.
Для видалення з олов'яних концентратів сульфідних мінералів застосовують флотогравітацію і флотацію. Олов'яні концентрати, які надходять на доводочну фабрику, мають крупність –2 мм. Каситерит у цих концентратах тісно асоційований з сульфідними мінералами і кварцом, тому залежно від крупності вкраплення каситериту і ступеня його розкриття концентрати подрібнюють до 0,1—0,25 мм.
Перед флотогравітацією концентрати з вмістом твердого 70 % перемішують протягом 8—10 хв. з сірчаною кислотою, ксантогенатом і дизельним паливом. Флотогравітація проводиться на однодечних концентраційних столах і дозволяє здійснити не тільки відділення сульфідів, але й розділення мінералів за густиною. Для відділення сульфідів замість флотогравітації можна використати флотацію (рис.).
Флотація сульфідів із шламів гравітаційного циклу здійснюється у слабокислому середовищі (рН = 6–6,5) при витраті бутилового ксантогенату до 600 г/т і спінювача Т-66 до 100 г/т. Схема флотації сульфідів включає основну і контрольну операції. Відходи сульфідної флотації спрямовують на флотацію каситериту.
Схема флотації каситериту складається з основної, контрольної і п'яти-шести перечисних операцій. Флотація каситериту здійснюється у кислому середовищі (рН = 4,2–4,8) при витраті емульсії талового масла з гасом (1:1) до 2,8 кг/т, у результаті чого отримують шламовий олов'яний концентрат з вмістом олова 10—12 % при вилученні 60—70 % від операції.
Важкозбагачувані первинні олов'яні концентрати містять 5—10 % олова, для отримання високоякісних концентратів їх переробляють спеціальними методами доводки з використанням процесів піро- і гідрометалургії.